# هوكر 4000
هوكر 4000 (بالإنجليزية: Hawker 4000)‏ والمعروفة أصلا باسم هوكر هواريزن هي طائرة رجال الأعمال متوسطة الحجم، ذات محركين، وهي تطوير لطائرة بريتش ايروسبيس 125، ويتم تصنيعها من قبل هوكر بيتش كرافت (سابقا شركة رايثيون للطائرات). وأول طيران لها كان في 11 أغسطس 2001 . صنع منها أكثر من 180 طائرة.